# Domloup
Domloup (en bretó Domloup) és un municipi francès, situat a la regió de Bretanya, al departament d'Ille i Vilaine. L'any 2006 tenia 2.819 habitants. Limita a l'oest amb Chantepie, al sud amb Nouvoitou, al nord-est amb Noyal-sur-Vilaine, al nord-oest amb Cesson-Sévigné, al sud-oest amb Vern-sur-Seiche i al sud-est amb Châteaugiron.

## Demografia
| 1962                                       | 1968 | 1975 | 1982  | 1990  | 1999  |
| ------------------------------------------ | ---- | ---- | ----- | ----- | ----- |
| 652                                        | 674  | 863  | 1.241 | 1.501 | 2.432 |
| Des de 1962: població sense dobles comptes |      |      |       |       |       |

## Administració
| Període | Identitat      | Partit |
| ------- | -------------- | ------ |
| 2001-   | André Lelièvre |        |